# Вовківська сільська рада (Кегичівський район)
Вовкі́вська сільська́ ра́да — адміністративно-територіальна одиниця та орган місцевого самоврядування в Кегичівському районі Харківської області. Адміністративний центр — село Вовківка.

## Загальні відомості
- Вовківська сільська рада утворена в 1991 році.
- Територія ради: 48,27 км²
- Населення ради: 1 124 особи (станом на 2001 рік)

## Населені пункти
Сільській раді були підпорядковані населені пункти:
- с. Вовківка
- с. Серго

## Склад ради
Рада складалася з 16 депутатів та голови.
- Голова ради: Рибак Сергій Григорович
- Секретар ради: Кошелева Алла Остапівна

### Керівний склад попередніх скликань
| Прізвище, ім'я, по батькові   | Основні відомості                                                                       | Дата обрання | Дата звільнення |
| ----------------------------- | --------------------------------------------------------------------------------------- | ------------ | --------------- |
| Амелін Володимир Анатолійович | Сільський голова, 1961 року народження, безпартійний                                    | 26.03.2006   | 31.10.2010      |
| Рибак Сергій Григорович       | Сільський голова, 1970 року народження, освіта середня спеціальна, член Партії регіонів | 31.10.2010   |                 |

Примітка: таблиця складена за даними сайту Верховної Ради України

### Депутати
За результатами місцевих виборів 2010 року депутатами ради стали:

#### За суб'єктами висування
| Суб'єкт висування                                       | Кількість обраних депутатів | %    |
| ------------------------------------------------------- | --------------------------- | ---- |
| Народна партія                                          | 6                           | 37,5 |
| Партія регіонів                                         | 5                           | 31,3 |
| Політична партія Всеукраїнське об'єднання «Батьківщина» | 4                           | 25   |
| Самовисування                                           | 1                           | 6,3  |

#### За округами
| № округу                                                | Прізвище, ім'я, по батькові      | Дата визнання обраним | Освіта             | Партійна приналежність                        | Відомості про обраного депутата                                                    |
| ------------------------------------------------------- | -------------------------------- | --------------------- | ------------------ | --------------------------------------------- | ---------------------------------------------------------------------------------- |
| Народна Партія                                          |                                  |                       |                    |                                               |                                                                                    |
| 1                                                       | Рогіз Ольга Іванівна             | 02.11.2010            | вища               | член Народної партії                          | Вовківська загальноосвітня школа, вчитель                                          |
| 8                                                       | Олійник Павло Андрійович         | 02.11.2010            | середня спеціальна | член Народної партії                          | тимчасово не працює                                                                |
| 9                                                       | Семенець Володимир Іванович      | 02.11.2010            | вища               | член Народної партії                          | тимчасово не працює                                                                |
| 10                                                      | Лещенко Леся Василівна           | 02.11.2010            | вища               | член Народної партії                          | ПП «Кормільцев», продавець                                                         |
| 12                                                      | Голованов Валентин Володимирович | 02.11.2010            | вища               | член Народної партії                          | Вовківська загальноосвітня школа, вчитель                                          |
| 14                                                      | Половко Вадим Юрійович           | 02.11.2010            | незакінчена вища   | член Народної партії                          | приватний підприємець                                                              |
| Партія регіонів                                         |                                  |                       |                    |                                               |                                                                                    |
| 2                                                       | Нудьга Віктор Анатолійович       | 02.11.2010            | вища               | член Партії регіонів                          | Харківське міжнародне управління водного господарства, машиніст насосних установок |
| 4                                                       | Кошелева Алла Остапівна          | 02.11.2010            | середня            | член Партії регіонів                          | Вовківська сільська рада, секретар                                                 |
| 6                                                       | Литвин Захарій Йосипович         | 02.11.2010            | середня            | член Партії регіонів                          | пенсіонер                                                                          |
| 15                                                      | Афлатов Ісмаіл Закір'янович      | 02.11.2010            | вища               | член Партії регіонів                          | Вовківська сільська рада, землевпорядник                                           |
| 16                                                      | Афлатов Фадлі Закір'янович       | 02.11.2010            | середня            | член Партії регіонів                          | пенсіонер                                                                          |
| Політична партія Всеукраїнське об'єднання «Батьківщина» |                                  |                       |                    |                                               |                                                                                    |
| 3                                                       | Ільченко Людмила Іванівна        | 02.11.2010            | вища               | член Всеукраїнського об'єднання «Батьківщина» | СТОВ «Надія», бухгалтер-касир                                                      |
| 5                                                       | Мазур Євгенія Євгеніївна         | 02.11.2010            | вища               | позапартійна                                  | СТОВ «Надія», головний бухгалтер                                                   |
| 7                                                       | Микитюк Клавдія Петрівна         | 02.11.2010            | вища               | член Всеукраїнського об'єднання «Батьківщина» | Вовківська загальноосвітня школа, вчитель                                          |
| 11                                                      | Петровська Надія Вікторівна      | 02.11.2010            | вища               | член Всеукраїнського об'єднання «Батьківщина» | Вовківська загальноосвітня школа, педагог-організатор                              |
| Самовисування                                           |                                  |                       |                    |                                               |                                                                                    |
| 13                                                      | Романченко Олександр Іванович    | 02.11.2010            | вища               | позапартійний                                 | СТОВ «Надія», охоронець                                                            |